# خميس العقرباوي
خميس العقرباوي قائد قرى شرق نابلس في ثورة فلسطين الكبرى.
1936-1939

## الاسم والشهرة
خميس العقرباوي أو خميس مصطفى القنبر.
خميس مصطفى قنبر النعليني"... من قرية عقربا.
"خميس العقرباوي عاش حياته يتيماً فقامت بتربيته عديلة النجم زوجة عمه عبد الرحمن القنبر.

## صفاته
عرق بشجاعته وجرأته.. وكان يعد من فرسان القرية الذي قل نظائرهم... فهو ماهر ومجيد لاستخدام السلاح.. فهو معروف بانه قناص ماهر... وكان مغرما بالسلاح وباقتنائه منذ صغره...
عمل خميس برعي الأغنام وكان ينفق كل ما يجنيه على شراء البواريد والرصاص..

## التحاقه بالثورة
في بداية الثلاثينات أصبح مطلوبا للإنجليز.. وذلك قبل الثورة الكبرى.. فتفرر واصحب يلاحق ارتال الجيش الإنكليزي.. وقد رافقه في ذلك عبد الله البيروتي حيث كان الآخر مطلوبا للإنجليز وقد التحق بهم كل أبناء المنطقة المطلوبين للإنجليز وذلك قبل بدء ثورة 36
وقد حاول النجليز جاهدين الإمساك به أو قتله لكنه كان حذرا منهم فعجزوا عن الإمساك به وكان الإنجليز قد اتهموزه بالقيام بعدة عمليات ضدهم وضد يهود ومن بينها قتل سائق يهودي بين عنبتا ونابلس في أيام موسم النبي موسى....
بعد استشهاد الشيخ عز الدين القسام في احراش يعبد «جينين» وبدء الثورة الكبرى التحق خميس القنبر وعبد الله البيروتي بالثورة وقد شارك معهم من أبناء القرية أكثر من 100 شخص وكذلك عدد من أبناء المنطقة وأبناء قرى رام الله.... واسسا فصيلا واحد في البداية وقام الفصيل بعدة عمليات بطوليه حتى شهد بذلك الإنجليز هاجم الفصيل المستعمرات اليهودية... وقاموا بمهاجمة الإنكليز ونصب كمان لهم وقد حدثت عدة معرك بين الفصيل والإنجليز منها معارك زعتره والمغير وعيون الحرامية وقصره ودوما واد التفاح والغور وجسر قبلان وليات اللبن.. ومعارك غرب قلقيليه وطولكرم وبالقرب من رام الله.... وغالب معاركه كانت بين زعتره وعيون الحرامية...
ثم انفصل عن هذا الفصيل عارف عبد الرازق وشكل فصيلا لوحد وأصبح من أهم قادة الثورة
وكذلك انفصل عبد الله البيروتي وشكل فصيلا لوحدة وبعد فترة ابعدت قيادة الثورة فصيل عارف باتجاه الطيبة وما حولها وكذلك ابعد فصيل عبد الله البيروتي للخليل وبقي خميس وفصيله «فصيل خالد بن الوليد» في منطقة مشاريق نابلس... وقد عين من قبل الثورة قائدا للثورة في مشاريق نابلس وكان ختمه الذي يوقع به يحمل العبارة التالية:
== 
الله أكبر
خميس المصطفى
قائد مشاريق نابلس ==
-
مع العلم بأن خميس القنبر «العقرباوي» لم يتقيد بعملياته في منطقة مشاريق نابلس... إذ امنتدت عملياته لمدن الساحل ومدن رام الله وطولكرم وقلقيلية واريحا.... بل لقد قام بعمليه في شرق الأردن ضد مخفر للشرطة البرطانيين
وكان اسم خميس العقرباوي مشهورا لدى كل الفلاحين ولدى الاحتلال البرطاني وقد قرأت لأحد المؤرخين بأن خميس العقرباوي كان محبوبا من قبل الفلاحين وكان يلقى الدعم والمساعدة منهم هو وفصيلة.
وقد ذكر باحث من مؤرخي ثورة عام 36 بأنه بلغ عدد مجموعة خميس أكثر من 1000 شخص.
وتتهمه برطانيا بأنه أحد الاشقياء وانه لص كبير وأنه أحد المسؤولين عن الاضطرابات التي حدثت عام 36 وكان في منطقة بيتا وحوارة فصيل آخر بقيادة تركي العديلي لكنه لم يحظ بالتأيد الكبير مثله مثل عبد الله البيروتي. حيث كان خميس هو الأفضل لدى الناس.. ولعل فقره وتواضعه وكونه فلاحا بسيطا جعل له شعبية لدى فلاحي فلسطين....
وقد حدثني من عاصروه وبعض من شارك في ثورته قصصا عنه بلغت حد الأسطورة ولعل حبهم له جعلهم ينسبون له من البطولات والمعارك الشيء الذي لا يوصف.

## علاقته مع عبد الله البيروتي
كانت تربط خميس العقرباوي وعبد الله البيروتي علاقة طيبة مع الشيخ فرحان السعدي أحد كبار الثوار في فلسطين.. ورفيق القسام " وكذلك مع عبد القادر الحسيني وعبد الرحيم الحاج محمد وآخرين من قيادة الثورة
عام 1936 توقفت الثورة وقد قتل غالب القيادات لكن خميس ظل ثائرا وبقى على عهده في مقارعة الإنجليز وقد كثف الإنجليز من محاولات اعتقاله أو قتله.

## وفاته
لكن حدثت فتن وصراعات في القرية راح ضحيتها عدد من الأشخاص بينهم عبد الله البيروتي قائد أحد فصائل الثورة وفي عام 1943 قتل خميس القنبر «خميس العقرباوي» في مضافة الديرية القديمة حيث كان قد جعلها مقرا لقيادة الثورة في مشاريق نابلس.
وبعد أيام من مقتله حضر الإنجليز للقرية وجمعوا الناس قرب «بد دار مالك» واخرجوا جثمان القائد خميس القنبر «العقرباوي» وادوا له التحيه العسكرية والتقطوا له عدة صور...... ثم نظر القائد البريطاني للمتواجدين من أبناء القرية وشتمهم بكلمة بذيئة ثم  قال : حرام هذا يموت !![بحاجة لمصدر]
وذلك بشهادة عدد كبير من كبار السن في القرية ممن شهدوا الحادث منهم على سبيل المثال:
الحاج حسن أحمد أبو ناصر، الحاج عادل عبد العزيز أبو طربوش، الحاج سلامه نجم بني منيه، الحاج زعل أبو سليقة، الحاجة عزية أبو سليم، الحاجة فاطمه أبو كبر